# Mike Dunn
Mike Dunn (Middlesbrough, 20 novembre 1971) è un giocatore di snooker inglese.

## Carriera
Dopo aver perso ogni turno di qualificazione dal 1991 al 1998, Mike Dunn riesce a prendere parte al Welsh Open 1999, dove riesce a vincere al primo turno contro Mark King per 5-3, prima di essere eliminato da Alain Robidoux. Nel 2011 raggiunge per la prima volta in carriera i quarti di finale allo Shoot-Out. Dopo aver mancato la qualificazione per tre anni consecutivi, l'inglese prende parte al China Open 2014 facendo un cammino incredibile: al primo turno sconfigge per 5-4 Peter Lines, poi batte Tian Pengfei, Craig Steadman e soprattutto il numero 2 del mondo Mark Selby, tutti per 5-3, conquistando così la sua prima semifinale. Qui incontra il beniamino di casa Ding Junhui, che lo travolge per 6-0 ed in seguito va a vincere il torneo contro Neil Robertson in finale. Nell'anno seguente Dunn ripete il risultato al Ruhr Open, battendo tra gli altri anche il campione del mondo Mark Williams per 4-1 ai quarti, venendo poi sconfitto da Rory McLeod. Successivamente conquista due quarti al Players Tour Championship Final 2016 e al Northern Ireland Open 2017.
Dopo aver perso al terzo di turno di qualifica per il Campionato mondiale 2020 contro Martin O'Donnell, Mike Dunn annuncia — sul suo profilo Twitter — il ritiro dallo snooker giocato per dedicarsi a pieno all'attività di coach, dopo 28 stagioni disputate, tra cui 22 consecutive.

## Vita privata
Tifoso della squadra di calcio della sua città Middlesbrough, Mike Dunn viene spesso coinvolto in promozioni con la WPBSA: nel 2007 è stato infatti invitato come ospite speciale alla finale dello UK Championship tra Ronnie O'Sullivan e Stephen Maguire.

## Ranking
| Stagione  | Ranking iniziale | Ranking finale |
| --------- | ---------------- | -------------- |
| 1991-1992 | Non classificato | 320            |
| 1992-1993 | 320              | 282            |
| 1993-1994 | 282              | 219            |
| 1994-1995 | 219              | 156            |
| 1995-1996 | 156              | 150            |
| 1996-1997 | 150              | 139            |
| 1998-1999 | 139              | 134            |
| 1999-2000 | 134              | 93             |
| 2000-2001 | 93               | 72             |
| 2001-2002 | 72               | 60             |
| 2002-2003 | 60               | 58             |
| 2003-2004 | 58               | 58             |
| 2004-2005 | 58               | 53             |
| 2005-2006 | 53               | 54             |
| 2006-2007 | 53               | 59             |
| 2007-2008 | 59               | 47             |
| 2008-2009 | 47               | 38             |
| 2009-2010 | 38               | 33             |
| 2010-2011 | 33               | 38             |
| 2011-2012 | 38               | 49             |
| 2012-2013 | 49               | 63             |
| 2013-2014 | 63               | 68             |
| 2014-2015 | 58               | 42             |
| 2015-2016 | 42               | 37             |
| 2016-2017 | 37               | 43             |
| 2017-2018 | 43               | 53             |
| 2018-2019 | 53               | 64             |
| 2019-2020 | 64               |                |

### Break Massimi da 147: 1
| N° | Anno | Competizione                  | Avversario  | Note          |
| -- | ---- | ----------------------------- | ----------- | ------------- |
| 1  | 2011 | German Masters Qualificazioni | Kurt Maflin | [ 10 ] [ 11 ] |